# 성주푸리
《성주푸리》는 2001년 1월 19일에 MBC에서 방영한 베스트극장이다.

## 등장 인물

### 주요 인물
- 김지호 : 세진 역
- 정준 : 염태공 역 - 초보 귀신
- 지진희 : 기훈 역

### 그 외 인물
- 정동환 : 발인강 역 - 고참 성주
- 문회원
- 원미연
- 김준원
- 김성택
- 장설하
- 강용석
- 윤희주
- 고민성